# Condoto
Condoto es un municipio colombiano ubicado en el departamento del Chocó, fundado en 1758 por don Luis Lozano Scipión. Su Extensión es de 890 km² y cuenta con una temperatura promedio de 28 °C. Se encuentra a una altitud de 70 m s. n. m.
El clima, como se ha dicho, es bastante lluvioso. Por las mañanas el sol provoca altas temperaturas, como es lógico, dada la latitud en la que se encuentra el municipio. Por la tarde el tiempo suele cambiar, las nubes empiezan a cubrir el cielo y descargan con abundantes precipitaciones.
El paisaje destaca por la tupida vegetación que todo lo cubre. Igualmente, la explotación ilegal de la minería ha dejado amplios huecos en el terreno que la lluvia convierte en aguas estancadas, un caldo de cultivo ideal para el mosquito Anopheles, responsable de la transmisión de la malaria o paludismo.
La principal fuente de riqueza del municipio reside en la explotación de metales preciosos (oro y platino). El oro chocoano goza de excelente fama por su elevado grado de pureza.

## Toponimia
El topónimo Condoto (o Kondoto) significa, en lengua catía, «Río Turbio».

## División Político-Administrativa
Además de su Cabecera municipal. Condoto tiene bajo su jurisdicción los siguientes Centros poblados:
- Consuelo Andrápeda
- El Paso
- Ilaria
- Opogodó
- Santa Ana

## Historia

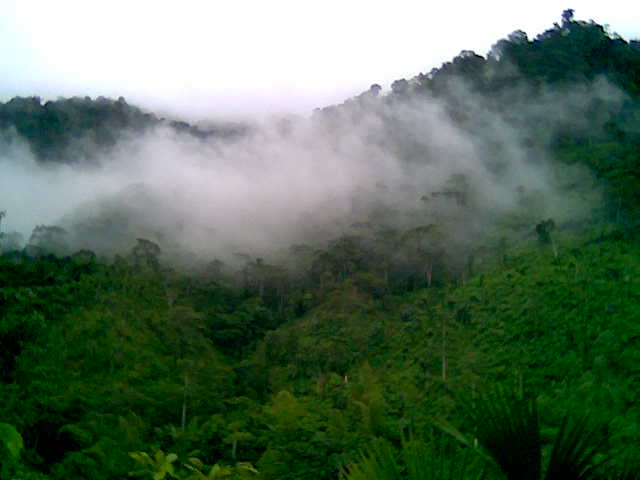
Paisaje rural de Condoto.

En la época precolombina, el territorio del actual municipio de Condoto estuvo poblado por los indígenas Iróes. Posteriormente, llegó la población negra cimarrona. En 1758, don Luis Lozano Scipión fundó el pueblo de Condoto, que también tuvo los nombres de Lombricero y Campo Alegre. En 1878 se le dio existencia como entidad municipal dependiente de la municipalidad de San Juan, que funcionaba en Nóvita. El 17 de agosto de 1892, mediante Ordenanza n.º 33, la Asamblea Departamental del Cauca determinó que la cabecera municipal fuera Condoto.

## Educación
La educación en el municipio, como en todo el país, comienza desde que el niño o la niña nace. En primera instancia están los albergues u hogares infantiles del  Bienestar Familiar para bebés y niños menores de 4 años. En el municipio hay decenas de Madres Comunitarias que acompañan a los neonatos y niños en su proceso educativo, así como también están el Hogar Infantil Niña Ceci, Hogar Infantil Juan Bosco, Albergue para Neonatos y Niños Nasly Lozano Eljure.
La educación primaria elemental (de 1° a 5°), cuenta con las siguientes escuelas: Escuela María Montessori, Escuela Eduardo Santos, Escuela Concentración Arco, Escuela Aulio Borja entre otras escuelas de barrio, veredas y corregimientos.
La educación secundaria (de 6° a 11°) prepara a los jóvenes para el ingreso en la universidad, entre ellos están: Colegio Nacional de Bachillerato Agroambiental y Ecológico Luis Lozano Scipión, Institución Educativa María Auxiliadora, Institución Educativa Técnico Comercial y el Colegio de Educación Nocturna entre otros que se encuentran en veredas y corregimientos.
El Servicio Nacional de Aprendizaje (SENA) tiene una sede en el barrio Las Américas, en la cual brinda cursos acorde con la educación suplementaria para los bachilleres y ciudadanos del municipio.

## Población
La población en el municipio de condoto es de 15334 personas, La gran mayoría de la población es negra afrodescendiente, pero también hay un significativo número de pobladores nativos de la región, que existen desde antes del descubrimiento de América. Además, en las décadas de los 80's y 90's comenzó un fuerte desplazamiento de pobladores de otras regiones del país, como los paisas y costeños, que llegaban en busca de la riqueza del oro y el platino de la región. Hoy por hoy, estos pobladores tienen gran participación en el comercio y el desarrollo del municipio.

## Festividades
El Municipio cuenta con una comunidad religiosa mayoritariamente católica, aunque existen otras religiones como los Menonitas, Testigos de Jehová y Pentecostales, entre otros. La Iglesia y la alcaldía realizan cada año actividades de fiestas de devoción en fechas como la Semana Santa, la celebración de San Pedro y San Pablo a finales del mes de junio y las Fiestas Patronales a Nuestra Señora del Rosario, que van desde el 27 de septiembre al 7 de octubre, día en el cual se celebra dicha fiesta católica de la Patrona del Municipio. Es una fiesta en la que todos los habitantes le rinden honores en los principales barrios, turnándose uno por día y haciendo cada uno actividades diversas como comparsas, pasacalles, carnavales, etc., y en la noche se celebra la verbena barrial. El 7 de octubre es la víspera del Día Clásico, en donde se hace un evento general para dar clausura a las fiestas en honor a la Virgen.

## Vías de acceso
El municipio se comunica con sus vecinos a través de las vías regionales: Vía Condoto - Istmina y ésta a su vez con Tado - Pereira, Las Ánimas - Quibdó - Medellín. Vía Condoto - Opogodó que también lo comunica con San Lorenzo - Nóvita - Cartago.
El transporte fluvial se utiliza para ir a las veredas, corregimientos y otros municipios:
- Río Condoto abajo - Río Iro: para llegar al municipio del Río Iró.
- Río Condoto abajo - Río San Juan: para ir a los municipios de Istmina y Medio San Juan.
- Río Condoto arriba - Río Tajuato: para ir a las veredas y corregimientos: El Paso, Santa Ana, Tajuato.

El municipio de Condoto cuenta con un aeropuerto regional (Condoto-Mandinga IATA = COG, ICAO = SKCD), pero la forma más usual de llegar a él es a través de la carretera que lo une con la capital del departamento (Quibdó). La elevada pluviosidad unida a un deficiente mantenimiento, hacen que el estado de la vía no siempre sea el más adecuado.

## Condoteños ilustres
De este municipio han salido personas destacadas a nivel nacional e internacional. Entre otros se pueden mencionar al mítico exfutbolista Bonner Mosquera quien ostenta el récord de ser el jugador con más partidos disputados en Millonarios, además a Gloria "Goyo" Martínez y Miguel "Slow" Martínez, integrantes fundadores del grupo ChocQuibTown. El General de la República (en retiro) José Laureano Sánchez Guerrero; el escritor cuentista, Carlos Arturo Truque. La cantante Nubia del Carmen Arias (Támara).
El compositor Octavio Panesso Arango, líder del grupo Saboreo, autor del exitoso tema "La vamo a tumbá"
Además el maestro Donaldo Lozano Mena, uno de los mayores, por no decir que el personaje más influyente en folclor de la región pacífica, más que todo en la parte norte, creando e investigando la juga y otros ritmos musicales autóctonos. Nazly Helen Lozano Eljure (Chachy Lozano) Señorita Chocó 1957, Representante a la Cámara por el Chocó 1962-1966, Vicepresidenta de la Cámara 1965, Magistrada Sala Penal Cali 1979-1982, Viceministra de Justicia 1982-1986, Ministra de Justicia Encargada 1984, diplomática y Consejera Presidencial de la Mujer, fundadora Universidad Tecnológica del Chocó.

## Comunicaciones
El municipio cuenta con acceso al servicio de telefonía fija, que brinda la empresa movistar antes Telefónica Telecom. Las empresas Claro S.A. y Movistar han puesto antenas de conexión para los servicios de comunicación celular e internet móvil 3GSM. Se espera que en el proyecto Plan Nacional de Fibra Óptica adelantado por el Ministerio de Tecnologías de la Información y Comunicaciones, el municipio logre tener acceso a Internet banda ancha.
El servicio de Televisión por cable está provisto por una empresa local de TV por suscripción, y el acceso a la televisión satelital por medio de los operadores DirecTv y MovistarTV. Actualmente la Agencia Nacional de Televisión licita un proyecto mediante el cual la Televisión pública y privada nacional será llevada mediante el sistema DTH, mientras se da el apagón analógico y se pasa a la TDT, para aquellas poblaciones que no tengan el acceso a los canales públicos y privados, así como las emisoras de radio de carácter oficial.
Cuenta con una emisora de carácter comunitario, Radio Comunicación Sonar, 88.3 FM. y una emisora comercial denominada Platino Estéreo, ubicada en la frecuencia 102.3 FM Afiliada a Caracol Radio. Además, es posible recibir las emisoras de las cadenas Caracol Radio (Bésame, Tropicana St, La W Radio), RCN Radio (Radio Uno, La F.M, La Mega), Olímpica,Candela, (entre otras)  que emiten desde el eje cafetero, especialmente Pereira, Risaralda.